# Rihaamaafushi
Rihaamaafushi est une petite île inhabitée des Maldives.

## Géographie
Rihaamaafushi est située dans le centre des Maldives, au Sud-Est de l'atoll Kolhumadulu, dans la subdivision de Thaa. 